# Arvid Torold
Arvid Oscar Torold, född 12 augusti 1894 i Karlskrona, död 27 november 1941, var en svensk polismästare. Han var far till Anders Torold
Torold, som var son till skrivbiträdet Oscar Andersson och Emelie Maria Thorsson, avlade studentexamen i Karlskrona 1913 samt blev filosofie kandidat vid Lunds universitet 1916 och juris kandidat där 1919. Efter tingstjänstgöring var han tillförordnad assessor vid Stockholms rådhusrätt och därefter amanuens samt tillförordnad andre kanslisekreterare och registrator i justitiedepartementet. Han blev därefter rådman och polismästare i Karlskrona stad 1926. Han var dessutom auditör vid Karlskrona kustartilleriregemente. Han var ordförande i Karlskrona musikförening och i Riksteaterns publikorganisation i staden.